# Parafia Trójcy Przenajświętszej w Piątku
Parafia Trójcy Przenajświętszej w Piątku – mariawicka parafia diecezji śląsko-łódzkiej, Kościoła Starokatolickiego Mariawitów w RP.
Siedziba parafii oraz kościół parafialny znajduje się w Piątku, w gminie Piątek, powiecie łęczyckim, województwie łódzkim. Proboszczem parafii jest bp bp Ludwik Maria Jabłoński. Parafia posiada cmentarz wyznaniowy w miejscowości Pokrzywnica niedaleko Piątku.
Mariawicka parafia w Piątku została założona przez o. Czesława Marię Polikarpa Kahla. Z jego inicjatywy pobudowano kościół w Piątku i Małachowicach oraz urządzono kaplice w Ozorkowie i Anusinie. Podczas I wojny światowej przy parafii funkcjonował szpital dla rannych żołnierzy, bez względu na ich przynależność państwową i religijną. Z placówki mariawickiej w Piątku wywodzi się jej były proboszcz bp. Maria Włodzimierz Jaworski, który został tu ochrzczony 2 stycznia 1937.

## Kościół
Kościół parafialny położony jest przy ul. Szpitalnej; wybudowany w 1907 ze składek wiernych. Cały budynek został zbudowany z cegły wysokiej jakości i drewna sosnowego, fundamenty z cegły na zaprawie cementowej. W 1995 przeprowadzono kapitalny remont więźby dachowej. Kościół jest jednonawowy, w stylu neogotyckim. Wnętrze składa się z nawy, prezbiterium, zakrystii i kaplicy. Prezbiterium oddzielone jest od nawy ażurowaną balustradą. Na ścianach wymalowane są symbole Eucharystyczne oraz napis Wszystka Ziemia niechaj Cię Adoruje i błaga. W świątyni znajduje się jeden ołtarz przeznaczony do odprawiana liturgii w obrządku mariawickim, w centralnej części znajduje się tabernakulum, nad którym wisi obraz Matki Boskiej Nieustającej Pomocy i krucyfiks.

## Nabożeństwa
- Msza Św. niedzielna odprawiana jest o godzinie 14.00 w I i III niedzielę miesiąca
- Adoracja miesięczna przypada na 15. dzień miesiąca
- Uroczystość parafialna odprawiana jest w niedzielę po Zesłaniu Ducha Świętego w uroczystość Trójcy Przenajświętszej